# Drosicha burmeisteri
Drosicha burmeisteri är en insektsart som först beskrevs av John Obadiah Westwood 1845.  Drosicha burmeisteri ingår i släktet Drosicha och familjen pärlsköldlöss. Inga underarter finns listade i Catalogue of Life.